# Alliance Nationale Social-démocrate
Alliance Nationale Social-démocrate (vietnamien : Liên-minh Quốc-gia Dân-chủ Xã-hội) était une organisation politique qui existait en République du Viêt Nam de 1969 à 1975.

## Histoire
Cette organisation était autrefois connue sous le nom de Parti démocrate progressiste (Đảng Dân-chủ Tiến-bộ), fondé en 1967. Il s'appelait à l'origine Front national social-démocrate (Mặt-trận Quốc-gia Dân-chủ Xã-hội), mais depuis 1973, il a été transformé en Union nationale révolutionnaire sociale-démocrate (Liên-minh Dân-tộc Cách-mạng Dân-chủ Xã-hội) ou Alliance nationale social-démocrate (Liên-minh Quốc-gia Dân-chủ Xã-hội).
Même si elle a dû exister pendant une très courte période et a connu de nombreux bouleversements politiques, c'est l'organisation politique qui a eu la plus grande influence au Sud-Vietnam de 1969 à 1975. Il ne fonctionne pas comme un pur parti politique, mais comme une coalition de nombreuses forces politiques légalement reconnues.
Cette organisation est souvent considérée par les chercheurs historiques vietnamiens modernes comme le prédécesseur d'organisations telles que : Front National Uni pour la Libération du Vietnam (1980), Alliance Démocratique du Vietnam (1980), Rassemblement pour la Démocratie Pluraliste (1982), Alliance Nationale Vietnamienne (1995).

### Parti démocrate progressiste

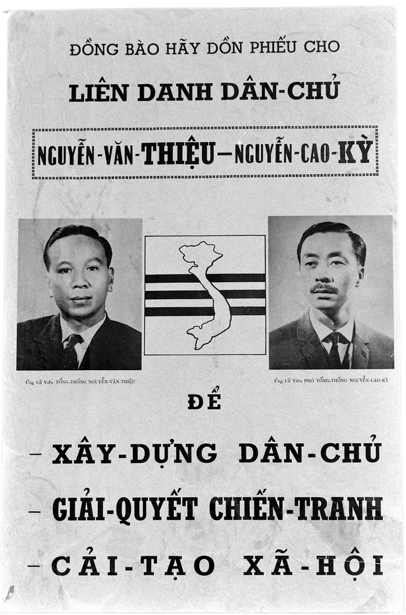
Affiche électorale : Construire la démocratie, Résoudre la guerre, Transformer la société.

En 1967, pour se conformer à la Constitution, deux membres du bloc militaire du Comité National de Direction (le nom original était le '"gouvernement militaire du Vietnam", chánh-phủ quân-phiệt Việtnam), Nguyễn Văn Thiệu et Nguyễn Cao Kỳ, ont demandé conjointement à être démis de leurs fonctions de l'armée. Ils se sont présentés à la présidence et à la vice-présidence sur une liste intitulée Démocratie (liên-danh Dân-Chủ), en utilisant un symbole appelé Carte du Vietnam (Bản-đồ Việtnam). Cette coalition a gagné gros avec des votes écrasant toutes les autres forces en lice.
Ce partenariat est légalement enregistré sous la marque Parti Démocratique Progressiste. Cependant, le parti ne comprend que quelques personnes proches du candidat Nguyễn Văn Thiệu et n’a qu’une signification électorale. En réalité, deux candidats Nguyễn Văn Thiệu et Nguyễn Cao Kỳ sont uniquement membres du parti, ils n’occupent aucune autre fonction officielle. Le poste de secrétaire général a été attribué à Nguyễn Văn Hướng, un parent maternel de Monsieur Nguyễn Văn Thiệu. Cette position est également constamment modifiée. Ce parti n’a donc eu pratiquement aucune activité significative immédiatement après sa création.
D'une manière générale, dans la période 1967-1969, le Parti Démocratique Progressiste n'avait aucune influence et s'appuyait presque exclusivement sur la présidence de l'Nguyễn Văn Thiệu ainsi que sur la vice-présidence du Nguyễn Cao Kỳ. Tous les hommes de ce parti ne sont que d’anciens officiers ou petits fonctionnaires, ils n’ont donc aucune expérience politique,.
À cette époque, sur la scène politique du Sud-Vietnam, la force politique mixte de Cao Đài et de Hòa Hảo dominait réellement. Il est communément connu sous le nom de Parti Social-démocrate Vietnamien. En outre, il existe une organisation tout aussi forte, Mouvement national progressiste. Ces deux forces dominent les deux chambres du Parlement et deviennent les tenailles qui font que les principaux membres du Parti Démocratique Progressiste ressentent le besoin de prendre des mesures pour prendre le pouvoir. Cette responsabilité est entièrement confiée à deux personnes clés, Nguyễn Văn Thiệu et Nguyễn Cao Kỳ. Cependant, ce sont ces mesures politiques en coulisses qui ont posé les « premières briques » (viên gạch đầu tiên) de la division ultérieure.

### Front national social-démocrate
Dès la première année de sa présidence, M. Nguyễn Văn Thiệu a nommé de nombreux proches à des postes clés du gouvernement. Même une cousine éloignée du côté de sa mère, Hoàng Đức Nhã, a été promue au Palais comme assistante du président et ministre de l'Information. Sous la direction de M. Hoàng Đức Nhã, pour la première fois, la République du Vietnam a su utiliser les arts comme moyen de propagande internationale autour de sa cause. Il a même habilement utilisé des équipes d'artistes itinérantes pour contacter le Nord-Vietnam à Paris et à New Delhi.
Depuis 1969, le président Nguyễn Văn Thiệu a utilisé de nombreuses méthodes politiques pour passer de la neutralisation à la manipulation complète du Parti social-démocrate vietnamien - une force politique des forces religieuses du Sud, qui était par nature très peu organisée. C'est la raison qui a conduit à la fusion du Parti social-démocrate vietnamien avec le Parti Démocratique Progressiste pour former le Front National Social-démocrate. Grâce à cette force, le rôle du président Nguyễn Văn Thiệu est devenu plus grand que jamais dans la politique du Sud, ce qui l'a aidé à remporter les élections de 1971,.
En réalité, le Front National Social-démocrate est presque revenu au style organisationnel du Mouvement Révolutionnaire National (1954-1963). Le Parti Démocratique Progressiste comptait à peine 100 membres, mais tous étaient des dirigeants du Front National Social-démocrate. Les réunions du Parti Démocratique Progressiste étaient en réalité des conférences préparatoires à la mise en œuvre de la politique du Front National Social-Démocratique. Les défilés de manifestations du Front National Social-Démocratique se déroulent souvent dans les stades mais accueillent de nombreuses délégations internationales.

Indique le nombre de sièges et les alliances politiques de la chambre basse de la République du Vietnam de 1971 à 1975 : Le bleu est le bloc Démocrate.

Cependant, à mesure que le pouvoir de Nguyễn Văn Thiệu devenait de plus en plus répandu, la presse commença à le critiquer pour ses actions (prétendument) dictatoriales. Même en 1971, avant le début de l'élection présidentielle, le vice-président Nguyễn Cao Kỳ démissionna et quitta également le Parti Démocratique Progressiste. Nguyễn Cao Kỳ et l'avocat Trương Vĩnh Lễ ont préparé les procédures pour s'inscrire et se présenter comme candidats indépendants. Cependant, le 23 août 1971, les deux hommes retirèrent leur candidature. Nguyễn Cao Kỳ s'est adressé à la presse pour critiquer l'élection de Nguyễn Văn Thiệu comme une "farce" (trò hề). Dès lors, il ne vécut plus que dans la caserne de l'armée de l'air de l'aéroport de Tân Sơn Nhất et se transforma en l'un des dissidents les plus célèbres du Sud-Vietnam.
De 1971 jusqu'à la fin de la République du Vietnam, l'opinion publique de Saïgon était souvent remplie de rumeurs de coup d'État, se concentrant principalement sur le conflit politique entre le président Nguyễn Văn Thiệu et M. Nguyễn Cao Kỳ. Pendant que Nguyễn Cao Kỳ était Premier ministre, il a même créé une force de choc appelée « Jeunesse pour éliminer le mal » (Thanh niên trừ gian). Ce groupe se réunissait souvent dans les lieux publics pour utiliser des ciseaux pour couper les pantalons évasés des jeunes hommes, symbole du style de vie libre très populaire à cette époque. Il a même ordonné à la police de couper les cheveux de tout homme dont les cheveux étaient plus longs que ses épaules. Ces commandes seraient destinées au « Mouvement musical des jeunes » (Đại hội Nhạc Trẻ), organisation maintenue sur le modèle de Woodstock et directement sous le patronage de Madame Nguyễn Văn Thiệu. Selon la presse, de tels événements extrêmes ont aggravé le conflit entre les deux plus grandes personnalités politiques du Sud. Après que Kỳ ait été démis de ses fonctions de Premier ministre, la CIA a mis en garde Thiệu à plusieurs reprises contre des complots d'assassinat, selon l'ancien espion Frank Snepp révélé à la BBC en 2011,.

« Il y a des gens qui pensent que le pays est en guerre, que des gens meurent, que des soldats se sacrifient, et nous sommes assis ici à nous amuser et à écouter de la musique, c'est donc devenu une histoire de conflit dans la société. De nombreuses personnes sont devenues frustrées et le gouvernement a également commencé à ressentir le besoin de restreindre cette pratique. Il y a donc eu un mouvement visant à couper les cheveux courts et à ouvrir les pantalons. Bien que le gouvernement l'ait déclaré, il n'a pas été appliqué à fond : il n'y a eu qu'un seul mouvement qui l'a appliqué avec force, Thanh Nien Tru Gian, fondé par le général Nguyen Cao Ky. A cette époque, M. Ky était très strict : tout ce qui semblait anti-guerre ou ridicule au pays et à l'armée, il demandait de le limiter ou de l'arrêter. Cependant, bien que le général Nguyen Cao Ky soit un faucon, il admirait la musique de Trinh Cong Son et laissait souvent ses proches accueillir Trinh Cong Son pour qu'il chante à Tan Son Nhat. À cette époque, des rumeurs circulaient selon lesquelles M. Thieu et Ky commençaient à devenir rivaux en vue de se présenter à la présidence, de sorte que les deux groupes Nhac Tre et Thanh Nien Tru Gian étaient en rivalité. Bien que le général Thieu n'ait pas soutenu les hippies, parce que Nhac Tre a contribué au programme "L'arbre printanier des guerriers" et a été réalisé par le Département de Guerre-psychologique, même le premier festival de musique pour les jeunes au stade Hoa Lu avec 25 000 participants, présidé par le premier dame Nguyen Thi Mai Anh. Mais lorsque le programme a été promu pour aider les orphelins et les veuves de la bataille du Hạ Lào, les principaux opposants étaient les frères du groupe Thanh Nien Tru Gian du général Nguyen Cao Ky. L'un des militants les plus enthousiastes est M. Dinh Quang Anh Thai. Heureusement, grâce à l'esprit de démocratie, Truong Ky, au nom des artistes et des écrivains, a écrit une lettre au maire lui demandant de reconsidérer l'ordre de lui couper les cheveux et de lui couper les pantalons. Mais en y repensant, à l’époque, nous faisions aussi des choses un peu inesthétiques. »

Le 10 novembre 1971, toute l’Asie du Sud-Est est choquée par l’assassinat du professeur Nguyễn Văn Bông, leader du Mouvement national progressiste. Tous les soupçons se portent sur le président Thiệu, car le Mouvement national progressiste a préparé un plan pour désigner le professeur Bông comme candidat à la présidence. Cet assassinat a fait perdre brutalement le pouvoir au Mouvement national progressiste.

### Alliance nationale social-démocrate
En 1973, le Mouvement national progressiste se dissout unilatéralement, ses principaux membres continuent de rejoindre le Front National Social-démocrate. Le Front a immédiatement changé son nom en Union Nationale Révolutionnaire Sociale-démocrate ou Alliance Nationale Social-démocrate. Le professeur Nguyễn Ngọc Huy, deuxième dirigeant du Mouvement national progressiste, a été élu secrétaire général du Front. Désormais, les deux chambres du Parlement sont largement contrôlées par l'Alliance sociale-démocrate, avec seulement quelques voix d'opposition issues des Forces de la Grande Solidarité et de l'Alliance des Forces Nationales Démocratiques et Pacifiques du Vietnam.
Après la signature de l’Accord de Paris, la société sud-vietnamienne s’est temporairement stabilisée. Cependant, dans les zones frontalières, les forces communistes ont secrètement violé l'accord pour empiéter sur les terres et voler les gens. Dans les zones urbaines, la voix de l’Alliance des Forces Nationales Démocratiques et Pacifiques du Vietnam se fait plus forte. Cette organisation est officiellement appelée la « Troisième Force » (Lực lượng thứ ba), désignant les neutres. En réalité, la Troisième Force a reçu des instructions du Nord pour s'attaquer à la "politique dictatoriale" (chính sách độc tài) du président Thiệu. Ils ont déclaré que « tant que Thiệu sera président, la guerre et la pauvreté ne pourra pas prendre fin ; donc M. Thiệu a dû démissionner » (còn Thiệu là còn chiến tranh và nghèo đói, ông Thiệu phải từ chức). Le chef de l'opposition au parlement est la députée Kiều Mộng Thu, un sympathisant des forces communistes du Sud. Cette force a activement approfondi les conflits entre Kỳ et Thiệu et accru le soutien au général Dương Văn Minh, qui a depuis longtemps quitté la politique. Président Thiệu a envoyé son frère Monsieur Nguyễn Văn Hiếu contacter les forces Front national de libération du Sud Viêt Nam (Việt Cộng) à Tây Ninh au nom de l'Alliance Nationale Social-démocrate. Bien que cette mission ait eu des résultats très limités, elle a favorisé le succès des retours de prisonniers entre les deux camps.
Durant la période 1974-1975, l'Alliance Nationale Social-démocrate tomba dans une grave crise et risqua de se dissoudre. En réalité, l'influence de cette organisation se limite à la région de Saïgon et est majoritairement dirigée par M. Hoàng Đức Nhã. En mars 1975, les hauts plateaux du centre sont tombés et le sort du Sud-Vietnam se compta en quelques jours. Le 21 avril, le président Thiệu a donc dû démissionner. Nguyễn Văn Thiệu et Trần Thiện Khiêm ont quitté le Vietnam pour se rendre à Taiwan pour assister aux funérailles de Chiang Kai-shek, mais en fait cet événement a également marqué la dissolution complète de l'Alliance Nationale Social-démocrate. Le président Trần Văn Hương a ensuite également remis le poste le plus élevé du pays au général Minh.
Plusieurs années après la chute de la République du Vietnam, en 1980, d'anciens membres de l'Alliance Nationale Social-démocrate se sont réunis à New York pour former l'Alliance Démocratique du Vietnam. On a fait confiance au professeur Huy pour en être le président. Cette nouvelle organisation a invité l'ancien président Thiệu comme conseiller politique dans l'espoir d'influencer le gouvernement de Hanoï pour élargir la liberté politique. Après le décès de M. Thiệu, M. Nhã a été invité à devenir conseiller politique et membre du conseil d'administration.
Au début des années 2010, Monsieur Nguyễn Gia Kiểng, président du Rassemblement pour la Démocratie Pluraliste, a appelé l'Alliance Démocratique du Vietnam à négocier pour former un bloc unifié dans la campagne démocratique pour le Vietnam. Les membres des deux organisations étaient membres de l'Alliance Nationale Social-démocrate.

## Structure

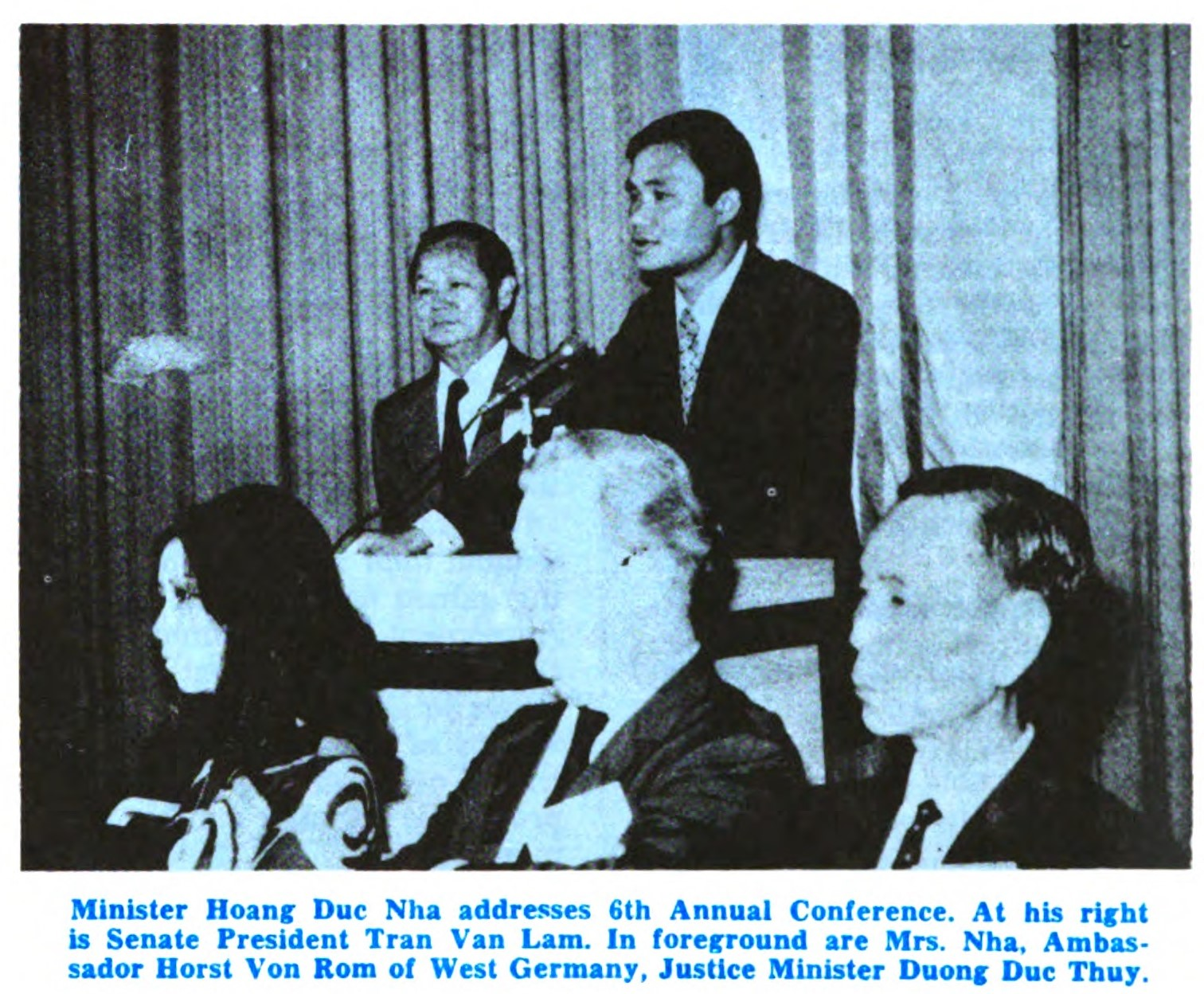
Ministre Hoàng Đức Nhã, personnalité qui a joué un rôle déterminant dans le développement et le renforcement de l’Alliance Social-démocrate.

Le drapeau officiel de l'Alliance Nationale Social-démocrate est directement dérivé du drapeau du Mouvement Révolutionnaire National. Cependant, parce que le président Thiệu était célèbre pour sa superstition, il a réutilisé le modèle de drapeau du Parti National-socialiste Daiviet. On le dit souvent en opposition au drapeau communiste du Nord.
Le style organisationnel de l'Alliance Nationale Social-démocrate est généralement adapté du Mouvement Révolutionnaire National du Parti personnaliste révolutionnaire des travailleurs, ou « parti au front ». Cependant, la force qui a conçu et guidé cette politique, le Parti Démocratique Progressiste, n’a promu aucune doctrine politique. Selon des documents de presse contemporains, le ministre Hoàng Đức Nhã avait en réalité un rôle d'« architecte » de cette organisation.
L'Alliance Nationale Social-démocrate est implantée dans toutes les provinces du Sud-Vietnam. Elle a même établi des bureaux de représentation à Taipei (1969), Paris (1971) et Tokyo (1971) depuis plusieurs années. Elle dispose également d'une force de choc mobile appelée « Troupe des arts du spectacle du Vietnam » (Đoàn văn nghệ Việt Nam), composée de centaines d'artistes et de danseurs qui sont régulièrement envoyés se produire à travers le monde pour promouvoir la cause de la République du Vietnam. L'événement le plus célèbre auquel cette délégation a assisté s'est déroulé à Paris au moment de la signature de l'accord de paix, en 1973.
L'Alliance Nationale Social-démocrate ne disposait que d'une petite force d'avant-garde appelée Jeunesse rurale 4-T (Đoàn thanh thiếu nông 4T), qui existait de 1969 à 1970 et n'était réellement active que dans les provinces proches de Saïgon. Cette organisation est calquée sur celle des 4-H, son échelle est relativement petite et opère uniquement dans les zones rurales. Depuis 1970, elle a été rebaptisée Union des futurs agriculteurs du Vietnam (Đoàn nông gia tương lai Việt Nam), mais son ampleur n’a pas été plus grande. Parce qu’il s’agissait d’une organisation apolitique et adaptée aux enfants, elle a eu la chance de ne pas être abolie par le nouveau gouvernement après 1975. Aujourd'hui, il s'appelle « Centre 4T - Centre de soutien à l'éducation des jeunes du Vietnam » (Trung tâm Hỗ trợ Giáo dục Thanh thiếu niên Việt Nam) et opère à Saïgon et Hanoï.
| Secrétaires généraux               | Secrétaires généraux | Président        | Mandat      | Remarques                                                                              |
| ---------------------------------- | -------------------- | ---------------- | ----------- | -------------------------------------------------------------------------------------- |
| Nguyễn Văn Hướng en 18 mai 1972    | Nguyễn Văn Hướng     | Nguyễn Văn Thiệu | 1969 – 1973 | Président du Parti Démocrate Progressiste                                              |
| Nguyễn Ngọc Huy en décembre 1968   | Nguyễn Ngọc Huy      | Hoàng Đức Nhã    | 1973 – 1975 | Président du Parti Nouveau Daiviet                                                     |
| Trần Văn Hương en 1er octobre 1971 | Trần Văn Hương       | Trần Văn Hương   | 1975        | Président du Parti de la Renaissance du Vietnam Président de la République du Viêt-Nam |